# KZ Dormettingen
Das Konzentrationslager Dormettingen, kurz KZ Dormettingen, war ein Außenlager des Konzentrationslagers Natzweiler-Struthof (als verwaltungsmäßigem Stammlager). Es befand sich westlich von Dormettingen im heutigen Zollernalbkreis und war das letzte der sieben Konzentrationslager des Unternehmen „Wüste“, einem Projekt des NS-Regimes zur Treibstoffgewinnung aus Ölschiefer.
Nach der Räumung des Lagers übten ehemalige Häftlinge und Zivilarbeiter bis 20 Tage nach Kriegsende Folter, Tötungen und Vergewaltigungen an ehemaligen Nationalsozialisten und weiteren Personen aus. In diesem Zusammenhang wird das KZ Dormettingen auch als Schwarzes Lager bezeichnet.

## Geschichte

### Vorgeschichte
Unter dem Tarnnamen Unternehmen „Wüste“ plante das Reichsministerium für Rüstung und Kriegsproduktion die Gewinnung von kriegswichtigem Treibstoff aus Posidonienschiefer, da durch den Vormarsch der Roten Armee wichtige Erdölgebiete in Estland und Rumänien verloren gingen. In den „Wüste“-Werken 2 bis 10 entlang der Bahnstrecke Tübingen–Sigmaringen und der Nebenbahn Balingen–Rottweil sollten vor allem KZ-Häftlinge zum Einsatz kommen, da immer weniger ausländische Zivilarbeiter und Kriegsgefangene in Deutschland zur Verfügung standen.
In Dormettingen waren die „Wüste“-Werke 5 (Dormettingen-Nord), 6 (Dormettingen-West), 7 (Dormettingen-Mitte) und 8 (Dormettingen-Süd) geplant und im Aufbau, allerdings ging einzig Werk 8 in Betrieb.

### Einrichtung und Betrieb des Lagers

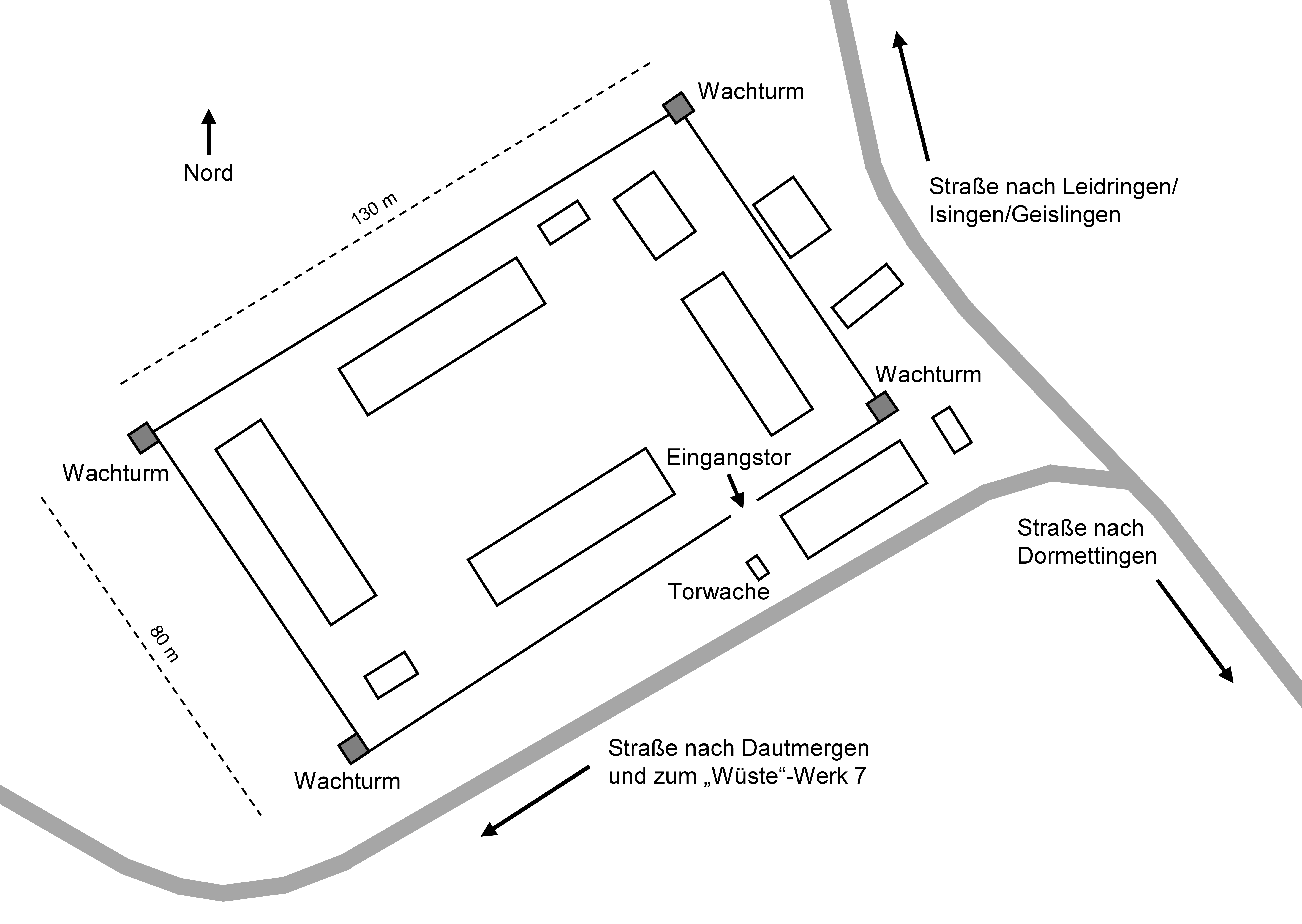
Lageplan des KZ Dormettingen

Als letztes der sieben Konzentrationslager des Unternehmens „Wüste“ und als letztes Außenlager des KZ Natzweiler-Struthof (zeitgleich mit dem KZ Calw) wurde das KZ Dormettingen im Januar 1945 eröffnet. Es befand sich unmittelbar südlich des heutigen Kreisverkehrs (K 7129/Schulstraße/Dautmerger Straße/K 7132) im Westen von Dormettingen, damals rund 500 Meter vom Ortskern entfernt.
Im Lager waren rund 428 Häftlinge untergebracht. Die Häftlinge arbeiteten vor allem am Aufbau des „Wüste“-Werks 5 (Dormettingen-Nord), mindestens 20 Personen starben. Somit wies das KZ Dormettingen eine relativ geringe Sterblichkeit unter den „Wüste“-Lagern auf. Ein Teil der Opfer ist im linken Bereich des Gemeindefriedhofs Dormettingen bestattet, der Rest auf dem KZ-Friedhof Schömberg.

### Befreiung undSchwarzes Lager
Der letzte Lagerführer des KZ Dormettingen, Franz Ehrmanntraut, organisierte bis zum 12./13. April 1945 den Transport aller Häftlinge nach Dachau-Allach.
Nach dem Einmarsch der Franzosen am 20. April 1945 ergriffen ehemalige Häftlinge und ausländische Zivilarbeiter die Lagerherrschaft und übten grausame Gewalttaten an ehemaligen Nationalsozialisten, aber auch an sonstigen Deutschen sowie an Ausländern aus. Menschen wurden gefoltert und erschossen, zwei Frauen mehrfach vergewaltigt. In diesem Zusammenhang wird das KZ Dormettingen auch als Schwarzes Lager bezeichnet. Der gebürtige Franzose Alfons Scheerer, der beim Einmarsch der Franzosen seinen Namen in Alfons Delètre änderte und vor seiner KZ-Inhaftierung beim nationalsozialistischen Sicherheitsdienst (SD) beschäftigt war, übte dabei die Lagerherrschaft aus.
Es gibt den Hinweis der Pfarrchronik von Schömberg, die 1945 von 24 Männern und 13 Frauen spricht, die am 21. Mai 1945 auf eine Nacht in das Lager gesperrt wurden und es gibt zwei Listen, die für einen Prozess im Jahr 1950 gegen Helmer-Sandmann, einem der Täter, aufgestellt wurde. Die eine Liste enthält 19 namentlich aufgeführten Personen und zwei Belgier und zwei Französinnen, die unbekannt blieben, die getötet wurden und eine zweite Liste von 42 weiteren Personen, die auf unterschiedliche Dauer inhaftiert waren. Diese beiden Listen gelten als unvollständig und wurden im Laufe des Prozesses ergänzt. Die Listen machen keine Aussage zur Rolle, die die aufgeführten Personen während der Zeit des Unternehmens Wüste innehatten.
Am 20./21. Mai 1945 wurde vermutlich ein Teil der Gefangenen befreit, die endgültige Auflösung des zunächst geduldeten Lagers erfolgte jedoch erst am 28. Mai 1945, 20 Tage nach der Kapitulation der Wehrmacht, durch die französische Militärregierung auf Betreiben des Ortspfarrers von Dormettingen.
Es sind keinerlei bauliche Überreste des Konzentrationslagers erhalten. Heute ist die Fläche größtenteils mit Gewerbebetrieben überbaut.

## Gedenkstätten
Auf dem Dormettinger Gemeindefriedhof erinnert ein Gedenkstein an die Toten des Lagers.
Ein Erinnerungspfad zum Unternehmen „Wüste“ und dem KZ Dormettingen führt unter anderem zu einem Gedenkort in einem ehemaligen Turbinengebäude des „Wüste“-Werks 7 sowie auf das Gelände eines früheren Schiefermeilers mit Original-Kipplore nahe dem Schiefer-Erlebnis Park. Der Erinnerungspfad verläuft durch ein Landschaftsschutzgebiet und trifft auf den Schlichemwanderweg.

## Weblink
- Zur Geschichte des KZ Dormettingen und der Gedenkstätte auf Alemannia Judaica